# Podboč
Podboč – wieś w Słowenii, w gminie Poljčane. W 2018 roku liczyła 16 mieszkańców.